# 6189 Volk
Volk (asteróide 6189) é um asteróide da cintura principal, a 1,9933553 UA. Possui uma excentricidade de 0,1348936 e um período orbital de 1 277,5 dias (3,5 anos).
Volk tem uma velocidade orbital média de 19,62163224 km/s e uma inclinação de 5,94044º.
Este asteróide foi descoberto em 2 de Março de 1989 por Eric Elst.